# 近藤基樹
近藤 基樹（こんどう もとき、1864年4月16日（元治元年3月11日） - 1930年（昭和5年）3月8日）は、日本の海軍軍人（海軍造船官）。海軍造船中将従三位勲一等男爵工学博士。

## 経歴
東京出身。近藤真琴（教育家）の養子（婿養子となり、真琴の娘の「鉄」を娶った）。1883年（明治16年）3月 、工部大学校機械学科（現・東京大学工学部機械工学科）を卒業、そのまま同校造船学科（現・東京大学工学部システム創成学科）入学。1884年（明治17年）3月、工部大学校造船学科を卒業。
1884年（明治17年）6月、海軍省主船局出仕。同年9月、二等工長。1886年（明治19年）9月、七等技手。同年9月から1890年（明治23年）10月まで イギリスのグリニッチ海軍大学校に留学。
1890年（明治23年）11月、文官から武官（造船官）に転じて海軍大技士（大尉相当官）に任官し、横須賀鎮守府造船部附。1896年（明治29年）造船監督官としてイギリス駐在。イギリス駐在中の1897年（明治30年）6月に海軍造船少監（少佐相当官）、1898年（明治31年）10月に海軍造船中監（中佐相当官）に進級。
1900年（明治33年）1月に帰朝を命じられ、同年5月に海軍艦政本部第3部部員。1909年（明治42年）9月まで、海軍艦政本部計画主任を小幡文三郎と分担。1905年（明治38年）10月から1906年（明治39年）12月まで海軍艦政本部造船造機担当部長を兼ねる。この間、1902年（明治35年）に海軍造船大監（大佐相当官）、1908年（明治41年）12月に海軍造船総監（高等官2等、少将相当官）に進級。
1909年（明治42年）3月から9月までイギリスへ出張。1911年（明治44年）5月、艦型試験所長。1915年（大正4年）2月、工学博士。同年10月に海軍技術本部出仕を兼ねる。1919年（大正8年）、制度改正により海軍造船総監（高等官1等、中将相当官）から海軍造船中将となる。1920年（大正9年）10月、海軍艦政本部出仕。
1922年（大正11年）12月に待命、1923年（大正12年）3月に予備役に編入される。
1929年（昭和4年）12月に華族となり、男爵に叙される。1930年（昭和5年）3月8日に死去。65歳没。

## 栄典
位階
- 1903年（明治36年）3月30日 - 従五位[6]
- 1908年（明治41年）5月11日 - 正五位[7]
- 1913年（大正2年）5月20日 - 従四位[8]
- 1923年（大正12年）4月30日 - 従三位[9]

勲章等
- 1915年（大正4年）
  - 11月7日 - 勲一等瑞宝章・大正三四年従軍記章[10]
  - 11月10日 - 大礼記念章[11]
- 1920年（大正9年）11月1日 - 旭日大綬章[12]

## 先進性
日露戦争中、すでに全主砲を中心線上に配置する、実質的には世界最初のド級戦艦を基本計画原案として設計していた。

## 親族
- 近藤真琴（養子縁組による父親）
- 妻：鉄（近藤真琴の娘）[2]
- 長男：雅樹（陸士27期、陸軍航空兵少佐）[2][13]
- 四男 茆樹（海軍造船大佐）[2]
- 義弟 山内万寿治（海軍中将。近藤真琴の娘婿）[14]